# Chamelea gallina
Chamelea gallina, nombre común chirla, es un molusco bivalvo de agua salada de la familia Veneridae. Vive en los sedimentos arenosos del litoral, a una profundidad escasa que oscila entre pocos centímetros y los 20 metros. Se alimenta de plancton que obtiene del agua mediante filtración. Su hábitat se extiende desde el Mediterráneo a la costa atlántica de Europa, incluyendo el Mar del Norte y las costas de Portugal, Marruecos y España, siendo muy abundante en el mar Adriático. Tiene una longitud de alrededor de 25 mm y presenta unas líneas concéntricas características en sus valvas. Su pesca tiene valor comercial, calculándose que en el año 1995 las capturas mundiales fueron de unas 42000 toneladas.

Valva derecha
Valva izquierda

var. corrugatula

Valva derecha
Valva izquierda